# Molophilus (Molophilus) othello
Molophilus (Molophilus) othello is een tweevleugelige uit de familie steltmuggen (Limoniidae). De soort komt voor in het Neotropisch gebied.